# 89式122mm自走榴弾砲
89式122mm自走榴弾砲（中国語: 89式122毫米自行榴彈炮）は、中華人民共和国で開発され、人民解放軍に配備された自走砲。PLZ-89とも呼ばれる。

## 設計
中国北方工業公司（NORINCO）が開発した自走砲であり、中国人民解放軍では1990年に制式化された。一部の専門家は、本車はソ連製の2S1 グヴォズジーカと非常によく似ており、コピーである可能性が高いと評している。
主砲は86式牽引式榴弾砲（ソ連製のD-30の中国製コピー）を車載化した32口径の122mm砲で、砲身に排煙機が追加され、基部に駐退複座機が装着されている。最大射程は通常榴弾で18km、ERFB-BB弾で21kmで、86式とは砲弾の互換性がある。半自動装填装置を備えており、発射速度は毎分6-8発、砲弾は全弾が車体搭載で、搭載数は30発とする資料と40発とする資料がある。また、デジタル式の射撃管制システムと電子光学式の昼夜間照準装置を備えており、高い命中精度を有するとされる。
副武装としては砲塔キューポラに対空用の12.7mm重機関銃を装備するほか、砲塔後部の両側面に4連装の発煙弾発射機を装備している。
車体は人民解放軍海軍陸戦隊が使用している77式水陸両用装甲兵員輸送車（ソ連製のBTR-50の中国製コピー）をベースにしたアルミ合金の溶接構造で、小火器や砲弾片からの防護能力と水陸両用能力を有している。エンジンは450馬力の12V150L12型水冷ディーゼルエンジンである。最大速度は56km/hとする資料と60㎞/hとする資料がある。超壕能力は2.9m、超堤能力は0.87m、登坂能力は31度。
乗員配置は、車体左前部に操縦手、その後方に車長が配置され、砲塔内に砲手と装填手1-2名が配置されている。

## 後継
後継として07式122mm自走榴弾砲および07B式122mm水陸両用自走榴弾砲が配備されつつある。陸軍では2023年時点で300両が運用中だが、400両はすでに保管状態に置かれている。

## 運用国
- 中華人民共和国

人民解放軍陸軍 - 戦車師団もしくは戦車旅団隷下の砲兵連隊に、18両の本車からなる1個大隊（3個中隊基幹）が配備されている。2023年時点で300両を保有し、他に400両を保管している。
人民解放軍海軍陸戦隊 - 海兵旅団隷下の戦車連隊に配備されている。2023年時点で20両以上を保有している。